# Барросо, Хулио
Ху́лио Альбе́рто Барро́со (исп. Julio Alberto Barroso; родился 16 января 1985 года, Буэнос-Айрес) — аргентинский и чилийский футболист, защитник.

## Клубная карьера

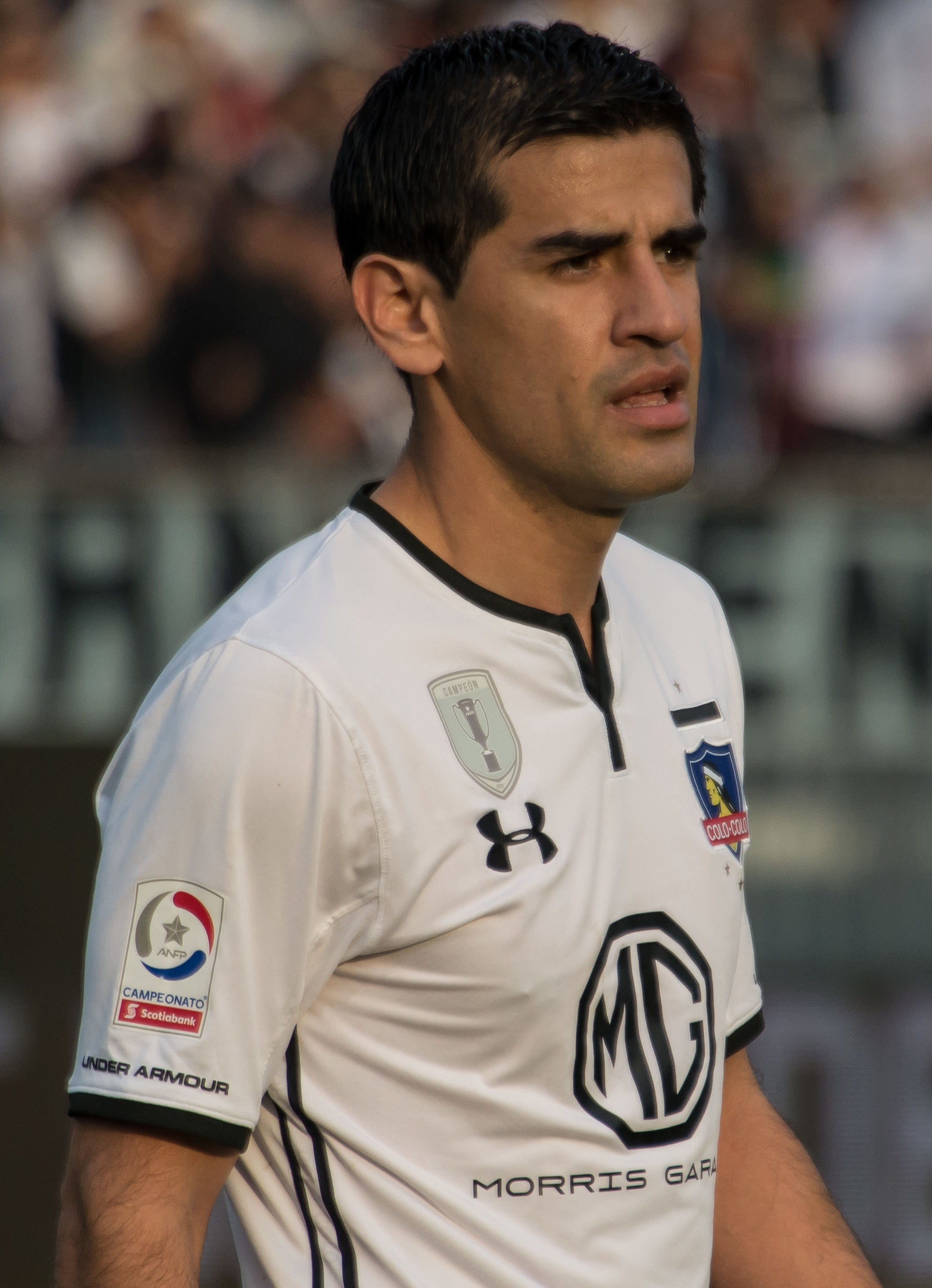
Барросо в составе «Коло-Коло»

Барросо начал профессиональную карьеру в клубе «Архентинос Хуниорс». В 2003 году он дебютировал за основной состав в аргентинской Примере. В 2005 году Хулио перешёл в «Бока Хуниорс», но для получения игровой практики на правах аренды выступал за «Расинг», «Эстудиантес» и испанскую «Лорку». В начале 2008 года Борросо вернулся в «Боку». 12 апреля 2009 года в матче против своего бывшего клуба «Эстудиантеса» он дебютировал за основной состав. В этом же сезоне Хулио стал чемпионом Аргентины. Летом 2010 года Барросо перешёл в чилийский «Ньюбленсе». 9 сентября в матче против «Эвертона» из Винья-дель-Мар он дебютировал в чилийской Примере. 30 октября в матче против «О’Хиггинс» Хулио забил свой первый гол за «Ньюбленсе».
В начале 2012 года Барросо перешёл в «О’Хиггинс». 28 января в матче против «Депортес Антофагаста» он дебютировал за новый клуб. 30 августа в поединке против «Универсидад де Чили» Хулио забил свой первый гол за «О’Хиггинс». В 2013 году он помог клубу выиграть чемпионат.
В начале 2014 года Барросо подписал контракт с «Коло-Коло». Сумма трансфера составила 1,1 млн евро. 12 января в матче против «Эвертона» из Винья-дель-Мар он дебютировал за новую команду. 15 февраля в поединке против «Рейнджерс» из Тальки Хулио забил свой первый гол за «Коло-Коло». В составе клуба он трижды выиграл чемпионат и завоевал Кубок Чили.

## Международная карьера
В 2005 году в составе молодёжной сборной Аргентины Барросо выиграл молодёжный чемпионат мира в Нидерландах.
В апреле 2017 года Хулио Барроса получил паспорт гражданина Чили и со следующего сезона перестал считаться легионером в чемпионате Чили.

## Достижения
Командные
 «Бока Хуниорс»
- Чемпионат Аргентины по футболу — Апертура 2008

 «О’Хиггинс»
- Чемпионат Чили по футболу — Апертура 2013

 «Коло-Коло»
- Чемпионат Чили по футболу (3) — Клаусура 2014, Апертура 2015, 2017
- Обладатель Кубка Чили — 2016
- Обладатель Суперкубка Чили (2) — 2017, 2018

Международные
 Аргентина (до 20)
- Молодёжный чемпионат мира — 2005